# Alexandre Louis Gilbert de Colbert-Chabanais
Pour les articles homonymes, voir Colbert.
Pour les autres membres de la famille, voir Famille Colbert.
Alexandre-Louis-Gilbert Colbert, marquis de Chabanais (né le 27 mars 1781 à Paris, mort le 30 novembre 1857 à Paris), est un homme politique français du XIXe siècle.

## Biographie
Le marquis de Chabanais se rattachait à la famille des Colbert.
« Propriétaire », sans antécédents politiques, il avait le titre de gentilhomme ordinaire de la chambre du roi, lorsqu'il fut compris, le 5 novembre 1827, sur la liste des 76 nouveaux pairs.
Les biographies du temps sont presque muettes sur son compte. Une d'elles, après avoir cité cette phrase de Walter Scott : « Quoi ! c'est là le seul rejeton de cette noble et antique famille ! » se borne à ajouter les réflexions suivantes : « L'un des soixante-seize ; il nous a été impossible de nous procurer d'autres renseignements. Espérons que M. de Villèle s'est trompé en le regardant comme un des siens. » M. de Colbert-Chabanais soutint de ses votes le gouvernement de Charles X, et quitta la Chambre haute après la révolution de Juillet 1830.

## Vie familiale
Unique fils de Claude Théophile Gilbert Jean-Baptiste Colbert (Paris, 28 février 1734 - château de Fontenay-Trésigny, 10 septembre 1789), marquis de Chabanais et de Saint-Pouange et de Louise Perrine (avril 1741, Pont-Bellanger - 25 mai 1800, Beaupréau, Maine-et-Loire), fille de Gabriel d'Amphernet de Pontbellanger.
Il avait épousé, le 20 juin 1798 à Paris, Aglaé Elisabeth Suzanne Seurrat de Guilleville (23 avril 1782 - Orléans, 24 juillet 1832) et meurt sans postérité. Il repose dans la chapelle funéraire du marquis de Colbert-Chabanais, au cimetière d'Orsonville.

## Titres
- Marquis de Chabanais ;
- Pair de France (baron-pair le 5 novembre 1827).

## Distinctions
- Chevalier de la Légion d'honneur (21 mai 1825[1]).

## Armoiries
| Figure | Blasonnement                                                                                         |
|        | Armes du marquis de Chabanais, baron-pair héréditaire D'or, à une couleuvre ondoyante en pal d'azur. |